# Droit d'auteur au Chili
Le droit d'auteur au Chili est l'ensemble des droits exclusifs dont dispose un auteur sur les œuvres de l'esprit au Chili. Il est réglementé par la loi du 2 octobre 1970, modifiée par la loi 19 928 de 2004. Cette législation regroupe le droit d'auteur et les droits voisins du droit d'auteur. Il existe une législation différente qui traite des brevets et de la propriété industrielle. Les simples idées sont exclues de la protection des brevets.
Le Chili a adhéré à la Convention de Berne pour la protection des œuvres littéraires et artistiques, à la Convention universelle sur le droit d'auteur, ainsi qu'à la Convention interaméricaine sur le droit d'auteur du 22 juin 1946.

## Droit d'auteur
Le droit d'auteur protège les œuvres de l'esprit originales, et notamment les œuvres littéraires et artistiques. L’enregistrement de l’œuvre n’est pas nécessaire pour qu’elle bénéficie de la protection du droit d’auteur, mais il est recommandé pour faciliter la preuve de la titularité des droits devant les tribunaux. En vertu des conventions internationales signées par le Chili, la même protection juridique est accordée aux créateurs nationaux et aux créateurs étrangers.

### Droits accordés
Les droits patrimoniaux de l'auteur lui confèrent le pouvoir exclusif de:
- reproduire son œuvre ;
- représenter ou exécuter son œuvre en public ;
- préparer des adaptations, des arrangements ou autres transformations de son œuvre ;

Indépendamment de ses droits patrimoniaux, et même en cas de cession de ceux-ci l'auteur possède un droit moral qui lui permet de :
- décider de divulguer ou de ne pas divulguer son œuvre

- revendiquer la paternité de son œuvre, en particulier de faire porter la mention de son nom sur tout exemplaire

- rester anonyme ou utiliser un pseudonyme

- s'opposer à toute modification qui porterait atteinte à l'œuvre

Le droit moral est perpétuel, inaliénable et imprescriptible.

### Exceptions au droit d'auteur
L'œuvre peut être utilisée sans l’autorisation du titulaire du droit d’auteur notamment pour :
- la communication dans un cercle de famille ou dans un établissement d’enseignement à des fins strictement éducatives ;

- les reproductions, traductions et adaptations destinées à un usage strictement personnel et privé

- les analyses et les courtes citations sous réserve que le titre de l’œuvre et le nom de son auteur soient mentionnés.

- les comptes rendus d’un événement d’actualité s’ils sont justifiés par le but d’information à atteindre.

## Droits voisins du droit d'auteur
L'artiste-intérpréte a le droit exclusif d'autoriser:
- la reproduction de son interprétation ;

- la communication au public de son interprétation

## Brevets et propriété industrielle
La propriété industrielle est réglementée par la loi 19,039 de 1991, telle que modifiée par la loi du 20 juin 2006.
Le Chili a adhéré à la Convention de Paris sur la protection de la propriété industrielle.